# Droga wojewódzka 921
Die Droga wojewódzka 921 (DW 921) ist eine 38 Kilometer lange Droga wojewódzka (Woiwodschaftsstraße) in der polnischen Woiwodschaft Schlesien, die Zabrze mit Rudy verbindet. Die Strecke liegt in der Kreisfreien Stadt Zabrze, im Powiat Gliwicki und im Powiat Raciborski.

## Streckenverlauf
Woiwodschaft Schlesien, Kreisfreie Stadt Zabrze
-  Zabrze (Zabrze) (A 1, A 4, DK 78, DK 88, DK 94, DW 902)

Woiwodschaft Schlesien, Powiat Gliwicki
-  Przyszowice (Preiswitz) (DK 44)
- Gierałtowice (Gieraltowitz)
-  Knurów (Knurow) (A 1, DW 924)
-  Kuźnia Nieborowska (Nieborowitzer Hammer) (DK 78, DW 924)
- Pilchowice (Pilchowitz)
- Stanica (Stanitz)

Woiwodschaft Schlesien, Powiat Raciborski
-  Rudy (Groß Rauden) (DW 425, DW 919, DW 920)